# Pitthea bifasciola
Pitthea bifasciola là một loài bướm đêm trong họ Geometridae.